# Сербско-турецкая война (1876—1877)
Се́рбско-туре́цкая война́ (серб. Први српско-турски рат) — военный конфликт, в котором княжества Сербия и Черногория, а также боснийские и герцеговинские сербы боролись с Османской империей за освобождение от многовековой власти турок.

## Предыстория
После первого и, в конечном итоге, успешного второго сербского восстания в начале XIX века в составе Османской империи было образовано данническое Княжество Сербия. С середины XIX века при князе Михайло Обреновиче княжество добилось большей независимости от своего сюзерена Османской империи. Кульминацией этого стал 1867 год, когда османские гарнизоны были выведены из княжества, в том числе, из крепости Белграда. Хотя Княжество Сербия стала фактически независимым, оно не получила международного признания в качестве суверенного государства, а это означало, что отношения с Османской империей оставались проблематичными.
В 1875 в Герцеговине началось восстание против османов, которое активно поддержало Черногорское княжество. В это же время вспыхнули восстания и в Болгарии, которая также находилась под властью Османской империи. Жестокие действия османских войск, особенно против болгар, вызвали волну антиосманского возмущения в Европе.
С одной стороны, национальные настроения в Сербии были настолько напряжены, что сербское правительство во главе с князем Миланом I не смогло отказать в просьбе о помощи и всячески тайно помогало восставшим. С другой стороны, правительство видело возможность позиционировать себя как суверенное государство и получить международное признание, а также были надежды на присоединение Боснии и Герцеговины к княжеству.
Европейские державы были обеспокоены вовлечением Сербии в восстание, что грозило перерасти в сербско-турецкую войну или даже в общеевропейский конфликт, и поэтому 25 сентября (7 октября) 1875 года сербское правительство получило «Коллективное заявление дипломатических представителей европейских держав в Белграде сербскому правительству». В этом документе представители Австро-Венгрии, Великобритании, Франции, Италии и Германии сообщали, что «если сербское правительство допустит агрессивные действия против Порты, они не смогут использовать трактат 1856 года в целях предохранения княжества от турецкой оккупации».

## Начало войны

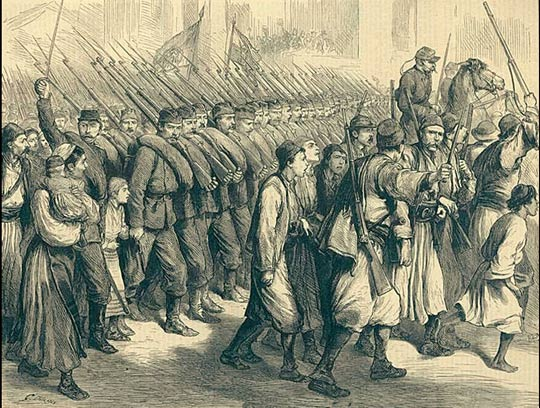
Сербские войска отправляются на фронт.

Князь Сербии Милан Обренович в июне 1876 года сумел договориться с князем Черногории Николой о совместных действиях против Турции. Вопреки политическому давлению европейских государств Сербия и Черногория 30 июня 1876 года объявили Турции войну. Князь Никола I Петрович в обращении к черногорцам от 3 июля 1876 года призывал «отомстить за Косово». Начало войны вызвало большую волну энтузиазма, особенно в России. В Сербию прибыло 4000 добровольцев, в основном представителей знати и офицеров царской армии, верховное командование сербскими вооруженными силами было возложено на опытного русского генерала М. Г. Черняева.

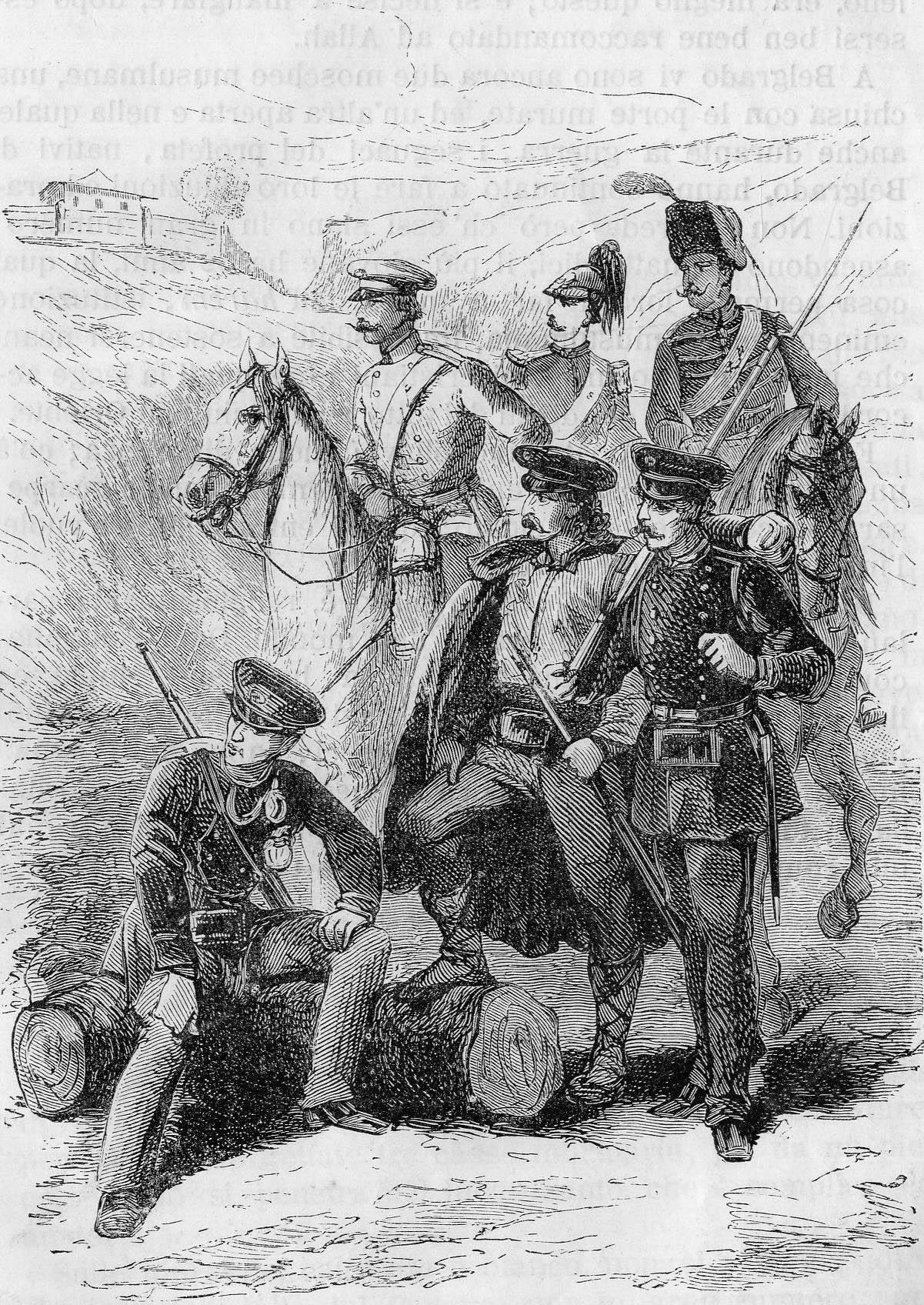
Сербские войска. Гравюра из сборника военных репортажей Никола Ладзаро (1877)

## Силы сторон

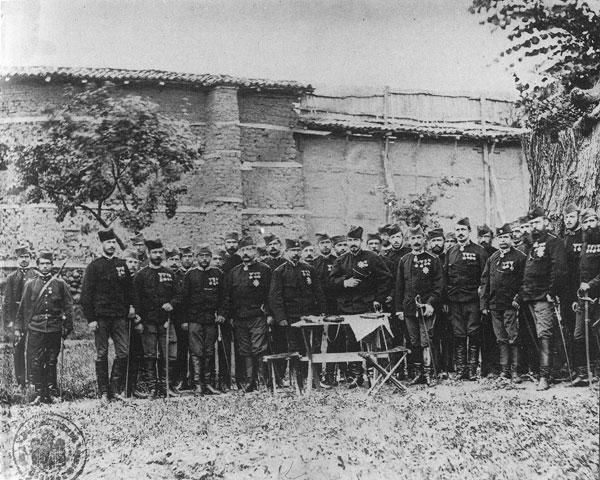
Верховное командование сербской армии.

Сербская армия, представлявшая собой в основном ополченческую армию, без необходимой подготовки, дисциплины и сплоченности. Она формировалась по территориальному принципу, и к началу войны имела 36 бригад и 18 батальонов, объединенных в 6 дивизий. В каждой дивизии было шесть бригад, кавалерийский полк, артиллерийский полк (три батареи по 8 орудий в каждой), саперный батальон, госпитальная рота, 4 батареи и палата. К моменту объявления войны 30 июня 1876 года мобилизация, сосредоточение и стратегическое развёртывание сербской армии были завершены: всего было мобилизовано 124 000 человек (162 пехотных батальона и 21 эскадронов) и 160 орудий, без крепостной артиллерии и 18 батальонов III класса. Кроме того, перед войной прибыло около 5000 добровольцев, в основном сербы из Турции и Австрии, русские, болгары и итальянцы, жители Австро-Венгрии. Вооружение сербской армии было устаревшим.
Непосредственно перед началом операции, в момент сосредоточения и развертывания армии, по требованию сербского правительства оперативный план был изменен. Вместо того, чтобы предпринять решительное наступление большинством сил на моравском направлении, было решено предпринять наступательные действия на всех направлениях, что ослабляло ударную группировку.
Турецкая армия, предназначенная для войны против Сербии, имела 153 пехотных батальона, 192 орудия, 62 кавалерийских эскадрона и 12 сапёрных рот, всего около 133 000 солдат и 20 000 башибузуков. 25 000 солдат были сосредоточены в Боснии, 15 000 в Сьенице и Нова-Вароше, 18 000 в Нови-Пазаре, 15 000 в Видине и 35 000 в Нише. Ожидалось подкрепление из 25 000 из Болгарии и Фракии. Основная часть турецкой армии была регулярной и современно для того времени оснащенной. Пехота была вооружена английскими винтовками Мартини-Генри, а артиллерия — немецкими орудиями Круппа. Турецкий военный план предусматривал наступление главными силами из Ниша в направлении Алексинац - Парачин.

## Боевые действия

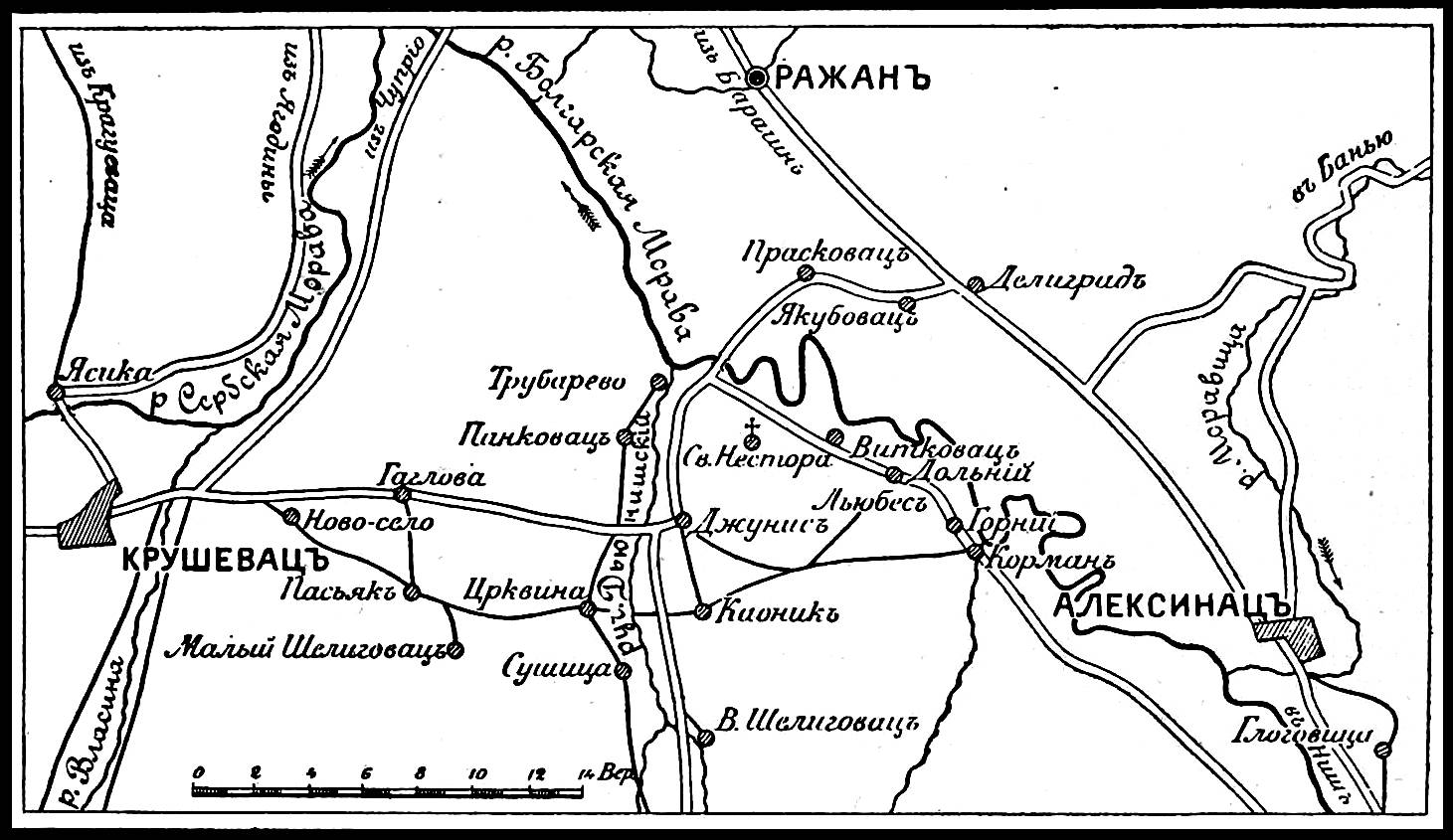
Главный театр военных действий.

2 июля 1876 года сербские войска перешли османскую границу у Княжеваца и достигли Бела-Паланки и Пирота, но в конце месяца была вынуждена отступить обратно в Сербию. В то же время в результате боёв у Великого Извора другая сербская армия была отброшена с восточного берега Тимока войсками Осман-паши. Черногорцы, наступавшие на Мостар, нанесли тяжелое поражение туркам у Вылчи-Дола, но сербское вторжение в Боснию провалилось. Османские войска перешли в контрнаступление и 6 августа захватили Княжевац. Это позволило им продвигаться на север по долине реки Морава. В августе турки захватили ряд населенных пунктов в Сербии. Попытка турок в последней декаде августа прорвать сербские укрепления у Алексинаца, что открывало дорогу на Белград, закончилась их поражением.
Великие европейские державы вмешались в конфликт и добились временного прекращения огня с 5 сентября. Десятидневное перемирие было использовано обеими сторонами для перегруппировки своих сил. Но даже в возобновившихся боях Сербия не добилась успеха. 28 сентября Черняев начал масштабное наступление на левом берегу Моравы, сражение при Кревете, которое продлилось четыре дня и закончилось поражением. В трехдневном сражении у Великого Шильеговца, которое шло с 19 по 21 октября, турецкая армия одержала победу и оказалась в состоянии захватить позиции перед Джунисом, на холме, с которого она могла контролировать всю район между Алексинацем, Делиградом и Крушевацем.
Наступление на Джунис началось рано, 29 октября, и шло быстро: к трем часам дня турки овладели позициями Джуниса. Джунис пал, потому что его серьезно не защищали. Русские солдаты и офицеры держались хорошо, но неподготовленная для боёв в укреплениях сербская армия быстро отступила. В тот момент, когда им угрожала опасность быть захваченными в окопах Джуниса, солдаты оставили свои позиции и панически бежали через мосты на Мораве. Русский добровольческий отряд прикрывал отступление. После поражения полковник Меженинов бросился к Черняеву и сообщил ему, что сербы бежали, а русские мертвы, что отчасти соответствовало действительности. Черняев тогда послал телеграмму императору Александру: "Все русские погибли, все сербы бежали. 24 часа!" 
После катастрофических поражений сербская армия уже не могла продолжать вести боевые действия. Об этом генерал Черняев сообщил князю Милану 30 октября.

## Конец войны
Сербский князь и правительство немедленно отреагировали на предложение Черняева прекратить войну. Милан телеграфировал императору Александру II, умоляя его спасти Сербию от полного разгрома. 31 октября российский посол в Турции от имени Александра II предъявил Османской империи ультиматум, по которому Турция должна была в течение 48 часов заключить мирный договор с Сербией и Черногорией. В случае, если Турция откажется выполнять условия ультиматума, российская армия в составе 200 000 солдат, находящихся в Бессарабии, перейдёт границу Османской империи. На следующий день Турция приняла ультиматум и согласилась на двухмесячное перемирие, одновременно пригласила великие державы Европы на конференцию в Константинополе в качестве посредников. Война официально закончилась Константинопольским мирным договором от 28 февраля 1877 года.
Генерал Черняев покинул Сербию, обвинив в поражении неопытных сербских солдат и сербское правительство. Сербские политики, в свою очередь, обвинили чеха Франтишека Зака, основатель Сербской военной академии, что тот не подготовил должным образом сербский офицерский корпус. Поскольку Зак был сербским генералом и военным советником короля Милана I, его обвинили в игнорировании модернизации османской армии и безрассудном доведении сербской армии до поражения. 
Эта война обострила и без того напряжённые отношения между Российской и Османской империями. В апреле 1877 года началась русско-турецкая война (1877—1878).

## Статистика сербско-турецкой войны
| Страны            | Население на 1876 г. | Войск   | Убито             | Ранено            | Умерло от ран и болезней |
| ----------------- | -------------------- | ------- | ----------------- | ----------------- | ------------------------ |
| Сербия            | 1 600 000            | 100 000 | 877               | 2999              | 1534                     |
| Черногория        | 115 000              | 28 000  | Нет точных данных | Нет точных данных | Нет точных данных        |
| Всего             | 1 715 000            | 128 000 | 5877              |                   |                          |
| Османская империя | 41 000 000           | 139 000 | 1000              |                   | 3000                     |
| Всего             | 42 715 000           | 267 000 | 6877              |                   |                          |